# Saint-Georges de Bouhélier

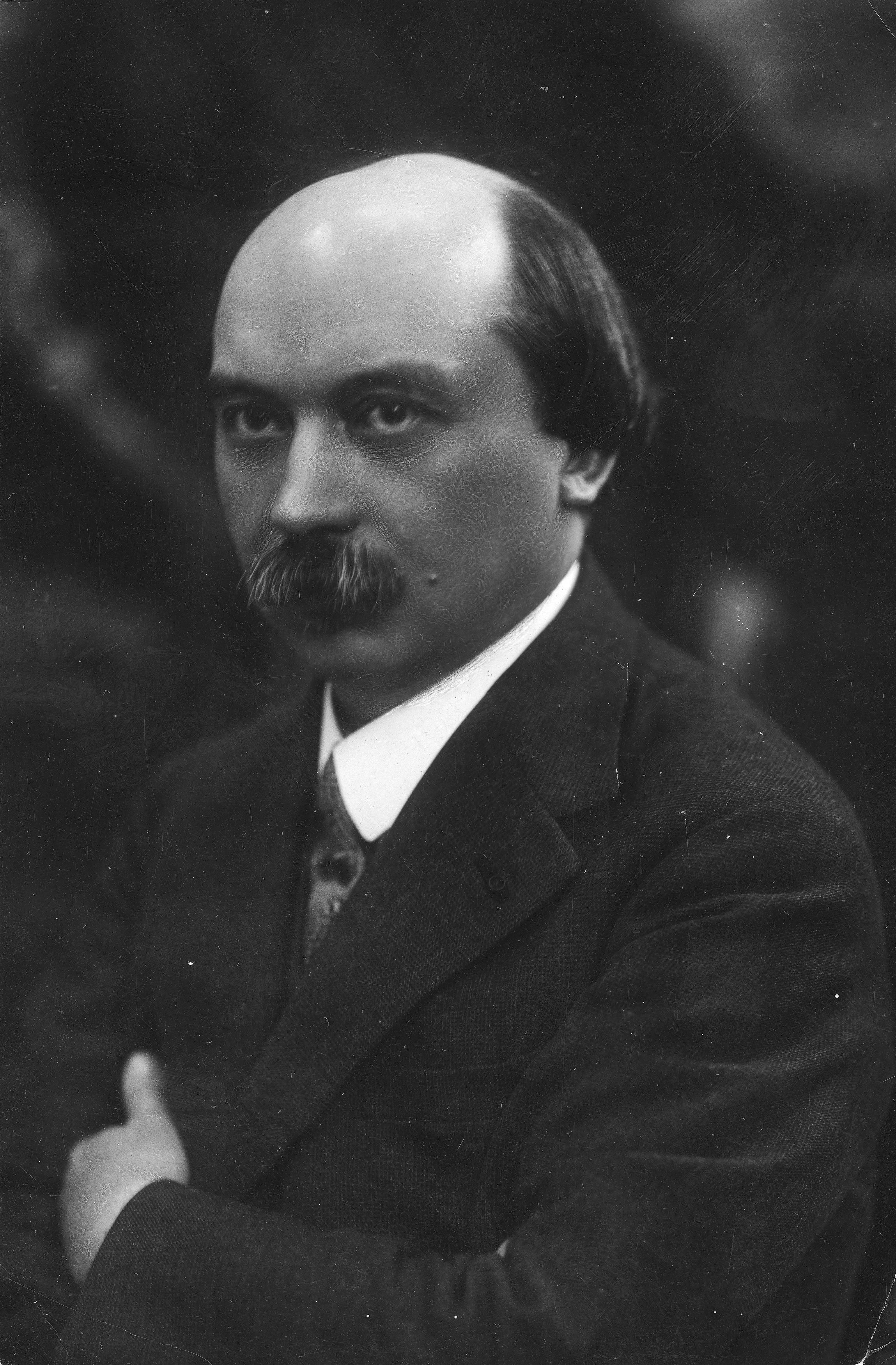

Saint-Georges de Bouhélier, född 19 maj 1876 och död 20 december 1947, var en fransk författare. Han var son till diktaren Edmond Lepellier.
Genom manifest i Figaro och en egen tidskrift, Revue naturiste, gav Bouhélier upphov till den så kallade naturalistiska skolan, som i protest mot symbolismens starka inåtvändhet sökte via Victor Hugo förbinda Émile Zola med 1600-talets författare, till en panteistisk livs- och världsåskådning. de Bouhélier utvecklaide sina tankar i Les éléments d'une renaissance française. 1897 debuterade de Bouhélier som lyriker med Èglé ou les concerts champêtres, men utgav därefter främst romaner som La route noire (1900), La tragédie du nouveau Christ (1901), och från 1906 dramer, bland vilka märks Le carnaval des enfants (1911, uppförd i Stockholm 1919).
de Bouhélier hade en mängd lärjungar, men den som främst förde hans idéer vidare var Francis Jammes.